# PGC 38461
LEDA/PGC 38461 (auch NGC 4108B) ist eine Balken-Spiralgalaxie vom Hubble-Typ SBd/P im Sternbild Drache am Nordsternhimmel. Sie ist schätzungsweise 125 Millionen Lichtjahre von der Milchstraße entfernt und hat einen Durchmesser von etwa 45.000 Lichtjahren.

Im selben Himmelsareal befinden sich die Galaxien NGC 4108 und PGC 38343.
Gemeinsam mit NGC 4108, NGC 4210, NGC 4221, NGC 4332, NGC 4256 und NGC 4513 bildet sie die NGC 4256-Gruppe.